# Franc Filip Inzaghi
Franc Filip Inzaghi (nemško Franz Philipp von Inzaghi, italijansko Francesco Filippo Inzaghi), avstrijski rimskokatoliški nadškof, * 25. maj 1731, St. Leonhard, Gradec, † 3. december 1816, Gorica.

## Življenjepis
Inzaghi se je rodil 25. maja 1731 v St. Leonhardu (danes okrožje Gradca) grofu Francu Karlu in Ani Mariji Gaisrugg. Družina daljnega lombardskega porekla je od 17. stoletja dalje dobila pomembno vlogo v štajerskem političnem in verskem življenju. Med letoma 1750 in 1754 je Inzaghi študiral filozofijo in teologijo na Germanskem kolegiju v Rimu; 30. marca 1754 je bil posvečen v duhovnika in začel skrbeti za duše v salzburški nadškofiji. Leta 1761 je dobil prepozituro v češkem Nikolsburgu (danes Mikulov) na Južnem Moravskem, kjer je bil dvanajst let župnik. Marija Terezija ga je 27. februarja 1775 imenovala za tržaškega škofa kot naslednika Antona Herbersteina; po papeževi potrditvi je 2. julija na Dunaju prejel škofovsko posvečenje. V prvem letu škofovanja je Inzaghi opravil pastoralni obisk škofije; skrbel je za pripravo duhovščine in uvedel dvomesečne konference za obravnavo problemov skrbi za duše, katerih rezultati so bili od leta 1776 dalje objavljeni v tiskani obliki v latinščini in razdeljeni duhovnikom. Trst je zaradi trgovske dejavnosti v mesto pripeljal veliko ljudi nekatoliške veroizpovedi, zato je imel v mestu velik odmev tolerančni patent, ki ga je 13. oktobra 1781 izdal Jožef II. Škof je svoje nestrinjanje izrazil zelo mlačno; prav tako ni nasprotoval ukinitvi tržaških cerkva in samostanov, ki jo je odredil vladar; namesto tega se je popolnoma zavzel za prilagoditev škofijskih meja političnim mejam s sosednjo Beneško republiko. Marca 1784 je cesar Inzagiju ukazal, naj prevzame vodenje novoustanovljene škofije Gradišče, ki naj bi nadomestila ukinjene škofije Gorica, Trst in Pičen s precejšnjim ozemeljskim zmanjšanjem. Inzaghi je izjavil, da bo upošteval, kar bo o tem odločil papež, vendar je bil njegov odnos precej drugačen od odnosa goriškega kolega Rudolfa Jožefa Edlinga: dejansko je že 4. aprila obiskal novo škofijo, čeprav se v njej ni naselil. Po izdaji bule Super specula militantis Ecclesiae 19. avgusta 1788, s katero je Pij VI. odobril ustanovitev škofije Gradišče, je škof 26. aprila 1789 uradno prevzel njeno posest; vendar je še naprej bival v Trstu, dejansko upravljanje pa je zaupal vikarju. Po smrti Jožefa II., 20. februarja 1790, je njegov naslednik Leopold II. delno ublažil bratove reforme; papež je z bulo Recti prudentisque consilii ratio,12. septembra 1791, ponovno vzpostavil goriško škofijo pod imenom Goritiensis seu Gradiscana, vendar brez župnij, ki so prešle pod druge škofije, in še vedno sufragan ljubljanske metropolije. Ker je bil za Trst imenovan drug škof (nekdanji jezuit Sigismund Anton von Hohenwart, poznejši dunajski nadškof), se je Inzaghi preselil v Gorico, kjer je bil 12. februarja 1792 slovesno inštaliran. Na novem položaju je takoj opravil pastoralno vizitacijo; obnovil in ponovno posvetil marijansko svetišče na Sveti Gori (porušeno pod Jožefom II.); skušal je povrniti premoženje zatrtih cerkvenih ustanov, vključno s škofijskim semeniščem (obnovljeno šele leta 1818). Do leta 1808 je duhovščino in vernike sistematično nagovarjal s tiskanimi pastirskimi pismi v italijanščini (običajno z naslovom Okrožnica, Opozorilo ali Navodilo; le tisto iz leta 1799 vsebuje tudi nemško različico): v njih je pogosto napadal moralne in politične pretrese, ki so jih povzročile jakobinske ideje. Ko je Napoleonova vojska prvič zasedla Gorico (marec-maj 1797), je Inzaghi zapustil mesto. Pozneje so se njegovi pozivi k "domoljubni vojni" proti Francozom množili: leta 1802 je bila celo objavljena njegova pridiga v nemščini, ki jo je imel 22. marca v katedrali ob predaji vojne zastave avstrijskemu polku. Med zaporednimi francoskimi okupacijami v letih 1805-1806 in zlasti 1809-1813, ko je bila Gorica vključena v Ilirske province, je ohranil previden odnos in svojemu vikarju zaupal odnose s političnimi oblastmi. Leta 1808 je škofija izgubila sedemindvajset župnij na desni strani reke Soče, ki so bile priključene Kraljevini Italiji in prešle pod videmsko nadškofijo, dobila pa je štiri župnije na tržiškem ozemlju, ki so bile najprej dodeljene Avstriji in nato Ilirskim provincam; prejšnje stanje se je vzpostavilo oktobra 1814, po Napoleonovem porazu. Inzaghi je umrl 3. decembra 1816 v Gorici. Bil je prvi goriški škof s povsem nemškim poreklom v škofiji, ki je z novimi mejami postala pretežno italijanska. Imel je široko kulturo, ki je bila resnično evropska: njegova bogata knjižnica, ki jo je leta 1818 predal novoustanovljenemu semenišču, je vsebovala knjige francoskega razsvetljenstva, Encyclopédie, pa tudi enajst del Immanuela Kanta in štiri dela Johanna Gottlieba Fichteja.